# Grimpa-soques becblanc
El grimpa-soques becblanc (Dendrexetastes rufigula) és una ocell sud-americà de la família dels furnàrids. És l'únic membre del gènere Dendrexetastes.

## Hàbitat i distribució
Habita boscos, a les terres baixes, per l'est dels Andes, des del sud-est de Colòmbia, cap al sud, a través de l'est de l'Equador i del Perú fins al nord de Bolívia i oest amazònic del Brasil. Guaiana i Brasil septentrional.